# Pintor de Altemburgo

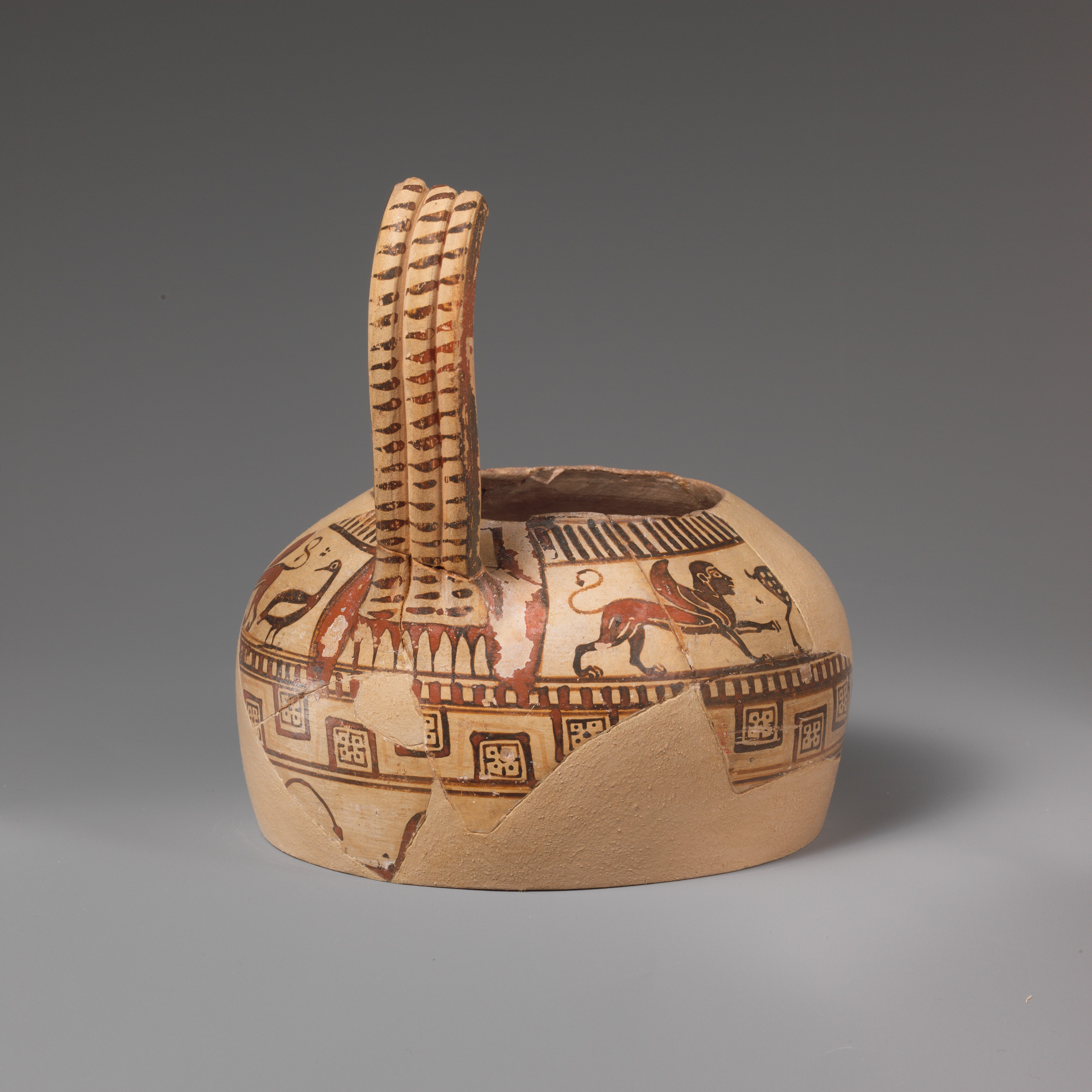
Fragmento de un enócoe del Pintor de Altemburgo.

El nombre convenido de Pintor de Altemburgo se refiere a un pintor de vasos que ya no es conocido por su nombre hoy en día y que probablemente fue el inventor del estilo Fikellura de la pintura en vasos de la Grecia oriental en la segunda mitad del siglo VI a. C. en la época del estilo orientalizante.
El Pintor de Altemburgo fue el primer pintor milesio del estilo Fikellura que decoró sus vasos con un adorno de hoces en el cuello. También fue el primero en representar a sus animales sin cabezas empotradas. En sus trabajos más recientes, el artista también mostró a la gente en escenas de comos y simposios. El pintor fue nombrado por su vaso epónimo, que está en el Lindenau-Museum de Altemburgo. Junto al Pintor del corredor es el representante más importante de los pintores de Fikellura.